# Allopachria jaechi
Allopachria jaechi är en skalbaggsart som beskrevs av Wewalka 2000. Allopachria jaechi ingår i släktet Allopachria och familjen dykare. Inga underarter finns listade i Catalogue of Life.